# United States Statutes at Large
Os United States Statutes at Large ("Estatutos Gerais dos Estados Unidos"), mais conhecidos como Statutes at Large abreviado para: Stat. são um registro oficial de Atos do Congresso e resoluções simultâneas aprovadas pelo Congresso dos Estados Unidos. Cada ato e resolução do Congresso é originalmente publicado como uma slip law (algo próximo a um "projeto de lei"), classificada como direito público (abreviado Pub.L.) ou direito privado (Pvt.L.), e designada e numerada de acordo. No final de uma sessão do Congresso, os estatutos promulgados durante essa sessão são compilados em livros encadernados, conhecidos como publicações de "lei da sessão". A publicação da lei da sessão para os estatutos federais dos EUA é chamada de "Estatutos Gerais dos Estados Unidos". Nessa publicação, as leis públicas e as leis privadas são numeradas e organizadas em ordem cronológica. Os estatutos federais dos EUA são publicados em um processo de três partes, que consiste em slip laws, leis de sessão (Estatutos em Geral) e codificação (Código dos Estados Unidos).